# 시케인

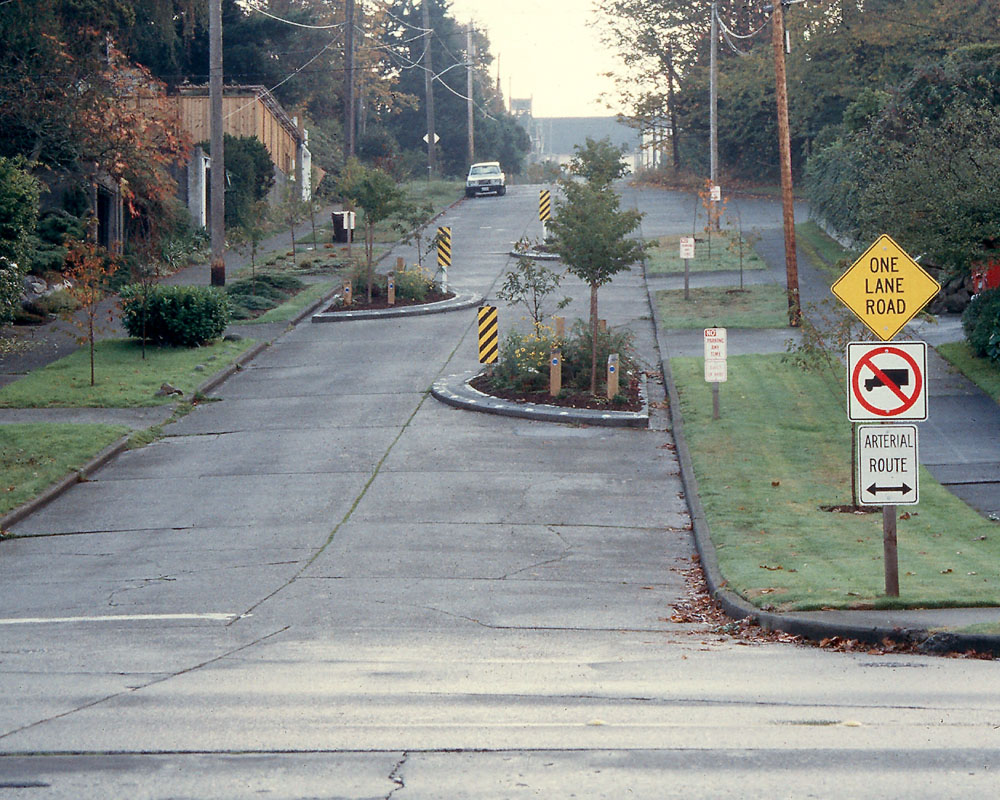

시케인(chicane)은 주행로에 S자 모양의 커브가 연속해서 이어져 있는 부분을 말한다. 자동차 경주나 도시의 도로에서 사용하는 용어이다. 보통은 매우 긴 직선도로 중간 이나 끝 부분에 나타나기 때문에 현대의 자동차 경주에서 최고 속도를 제한하는 기능을 한다.
자동차 경주 매니아들 중 일부는 중요한 지점에 시케인을 설치하여 자동차 경주의 정신을 훼손한다하여 FIA를 비판하기도 한다.
포틀랜드 인터내셔널 레이스웨이(Portland International Raceway)와 같은 자동차 경주장에서는 시케인을 옵션으로 두기도 한다. 예를 들어, 인디카와 같은 빠른 자동차 경주에서는 시케인을 설치하고, 아마추어 클럽 자동차 경주의 경우에는 시케인을 철수시키기도 한다.